# James Bowen

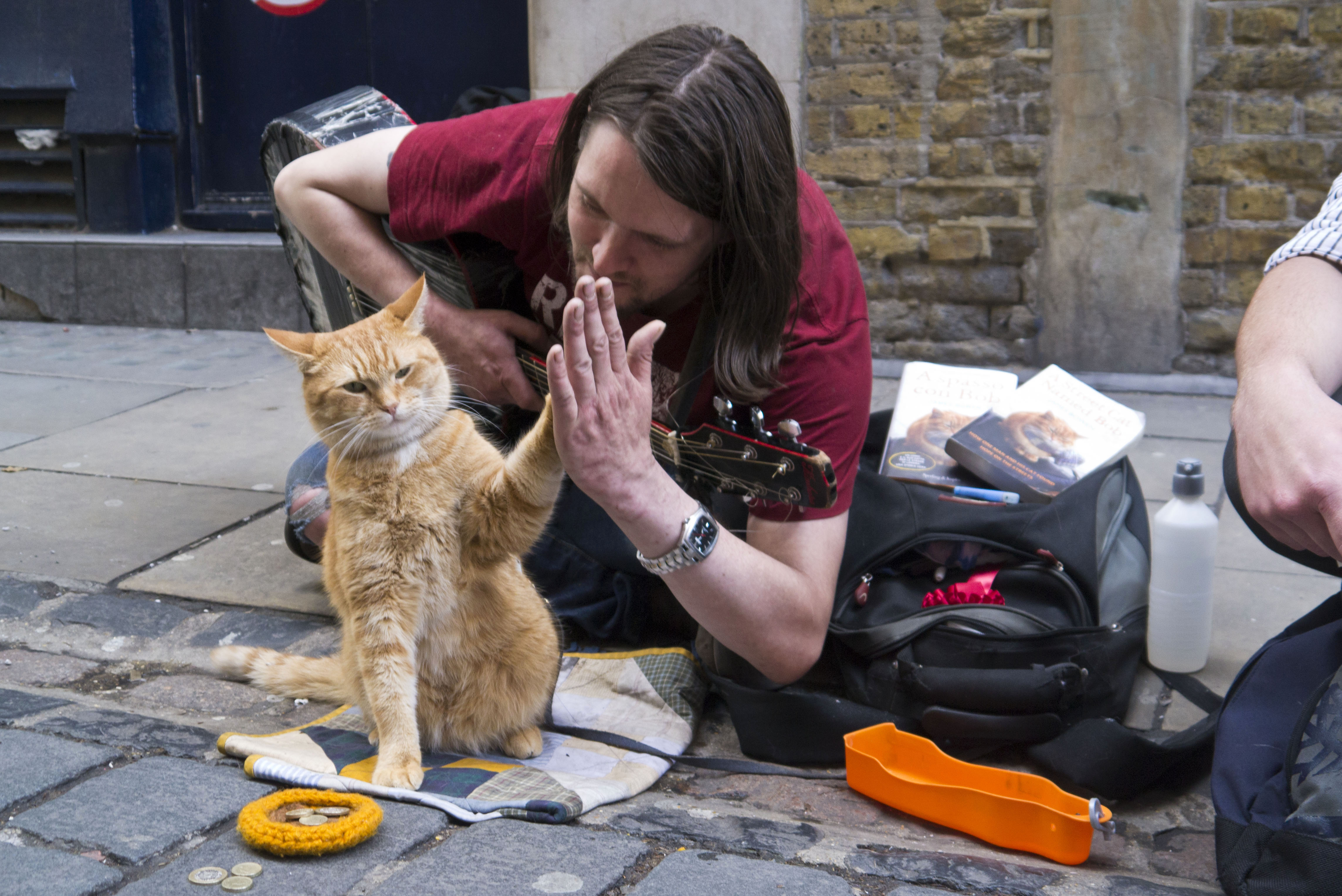
Bob, az utcai macska pacsizik hivatalos életrajzírójával, James Bowennel

James Anthony Bowen (Surrey, 1979. március 15. –) Londonban élő angol író. A Garry Jenkinsszel közösen írt A Street Cat Named Bob, The World According to Bob és A Gift from Bob című memoárjai nemzetközi bestsellerek voltak. Az első két könyv alapján 2016-ban filmet, 2020-ban pedig folytatást készítettek belőle. Bowen mostanában számos jótékonysági szervezetnek szenteli idejét, amelyek a hajléktalansággal, az írástudással és az állatvédelemmel foglalkoznak.

## Fiatalkora
Bowen 1979. március 15-én született Surreyben John és Penelope Bowen (született Hartford-Davis) gyermekeként. Szülei válását követően három évvel később édesanyjával Ausztráliába költözött. Mivel gyakran költöztek, Bowen ritkán szerzett barátokat, és gyakran zaklatták az iskolában. Később a középiskola második évében otthagyta az iskolát, és önvallomása szerint „könnyelmű gyerek” lett.
1997-ben, 17 évesen visszaköltözött az Egyesült Királyságba, hogy keresse a szerencséjét, és kétségbeesetten próbált valamit kezdeni magával, miközben féltestvérénél és annak férjénél lakott Londonban. Feszültségek alakultak ki, és a megállapodás nem tartott sokáig. Énekesi karrierjének folytatása gyorsan elhalványult, ahogy a zenekar tagjai eltávolodtak egymástól.
Idővel az utcán kezdett el aludni. A következő néhány évben Bowen vagy az utcán aludt, vagy menedékhelyeken tartózkodott, és legtöbbször rettegett a környezetétől. Koldulni kezdett és heroint használni, hogy a hajléktalanság okozta fájdalommal megbirkózzon.

## Élet Bobbal

### Találkozás Bobbal
Egyik este hazatérve egy vöröses macskát talált az épület folyosóján. Feltételezve, hogy egy másik lakóé, egyszerűen visszament a lakásába. Amikor a macska másnap és az azt követő napon is ott volt, Bowen aggódni kezdett, és felfedezte, hogy a macska nem visel nyakörvet vagy azonosító címkét, túl sovány, nagyon egészségtelen szőrzetű, karmolások vannak a pofáján és egy fertőzött seb van a lábán. Bowen megkérdezte a többi lakót, hogy a kóbor macska tartozik-e valamelyikükhöz, és amikor egyikük sem állította, hogy az állat az övé, Bowen úgy döntött, hogy segít a macskán.
Az A Street Cat Named Bob című könyvben található beszámoló szerint Bowen elvitte a macskát a közeli Kék Kereszt felbukkanó állatorvosi ellenőrző kocsijához, amely antibiotikumot adott a fertőzött seb kezelésére. Az antibiotikumok kifizetésére az utolsó húsz fontját használta fel, amelyet élelemre gyűjtött. Annak érdekében, hogy a macska megkapja a teljes kéthetes gyógykezelést, Bowen egy időre befogadta, miközben tovább kereste a kóbor állat gazdáját. Amikor rájött, hogy nem fogja megtalálni a gazdáját, visszaengedte a macskát az utcára, remélve, hogy az magától hazatalál. Ehelyett a macska követni kezdte Bowent, még a buszra is utána ment, amikor elment buszozni. Mivel Bowen aggódott, hogy a macskának nincs hová mennie, véglegesen befogadta, és a Twin Peaks című tévéjáték Killer BOB karaktere után Bobnak nevezte el.
2007 tavaszán Bowen rájött, hogy Bob kedvéért jobbá akarja tenni magát, és úgy döntött, hogy leszokik a heroinról, és metadonprogramba kezd. Továbbra is a Covent Gardenben pultozott, és egy támogatott lakhatási programban élt a londoni Tottenhamben.

### Együttműködés Bobbal
Mivel Bob állandóan követte Bowent, amikor az munkába ment, a biztonság kedvéért vett neki egy pórázt, és megengedte, hogy a 73-as busz ablakülésén utazva vele tartson a Covent Gardenben és a Piccadilly Circuson lévő törzshelyein. A közönség pozitívan reagált, és a páros helyi szinten ismertté vált, ismertségük pedig tovább nőtt, amikor Bowen elkezdte árulni a The Big Issue című lapot. A közönség elkezdett videókat feltölteni Bowenről és Bobról a YouTube-ra, és a turisták a Covent Gardenbe látogattak, hogy megnézzék őket. Ez idő alatt Bowen úgy döntött, hogy befejezi a metadonkezelést. Ezt a fejleményt Bobnak tulajdonítja, mondván: „Azt hiszem, ennek a kisembernek köszönhető. Eljött és segítséget kért tőlem, és nagyobb szüksége volt rám, mint arra, hogy visszaéljek a saját testemmel. Most már minden nap miatta ébredek. Határozottan ő adta meg nekem a helyes irányt az életemhez”.

### Bob későbbi élete és halála
Bobot későbbi életében benti macskaként tartották, és Bowen időnként sétáltatta pórázon egy helyi parkban. Bowen egy erre a célra épített macskaházat rendelt, hogy Bob biztonságosan kijuthasson a kertjükbe.
2020. június 13-án Bobot a surrey-i otthonuk konyhájában etették meg, és utoljára körülbelül 23:00 órakor látták, mielőtt Bowen fél órával később észrevette, hogy eltűnt. 2020. június 15-én, hétfőn, két nappal az eltűnése után Bobot holtan találták az út szélén, körülbelül fél mérföldre az otthonától, és egy közeli állatorvosi rendelőbe vitték. Bowent az állatorvos telefonon értesítette. A halál okaként vérömlenyt állapítottak meg, amelyet egy autóval való frontális ütközés okozott, amelynek vezetője továbbra is ismeretlen. Bob egy tévedésből nyitva hagyott tetőablakon keresztül szökött meg. A kora feltételezések szerint 14 és 16 év közötti lehetett.
Bob halálának bejelentését követően a The Big Issue magazint elárasztották a Bobra vonatkozó tisztelgések, üzenetek és emlékek a világ minden tájáról. 2021-ben emlékművet állítottak Bobnak Islington Greenben.

## Élete 2020 óta
Bob halála után Bowent elmondása szerint ügynöke ejtette. 2023 januárjától kezdve azonban ismét visszaesett és újra heroinozni kezdett. 2023 januárjától azonban ismét józan lett. Még abban az évben eladta a házát a jelzáloghitelek kamatainak emelkedése miatt, és ismét hajléktalanná vált. A másik négy macskáját is eladta, amikor eladta a házát, de megtartotta Si-cu kutyája társaságát.
2024-től Bowen Észak-London környékén él.

## Könyvek és filmek
Bowenről és Bobról számos könyv jelent meg, melyek közül kettőből film is készült.

### A Street Cat Named Bob
Bowen és Bob nyilvános szereplései felkeltették az Islington Tribune figyelmét, amely először 2010 szeptemberében közölte történetét. Ezt Mary Pachnos, a John Grogan Marley and Me című könyvének brit jogaiért felelős irodalmi ügynök olvasta fel, aki bemutatta Bowent Garry Jenkins írónak. A páros egy könyvvázlatot készített, amelyet Pachnos arra használt fel, hogy könyvszerződést kössön a Hodder & Stoughton kiadóval. Megjelenése óta a könyv csak az Egyesült Királyságban több mint 1 millió példányban kelt el, 30 nyelvre fordították le, és több mint 76 hetet töltött a The Sunday Times bestsellerlistájának élén mind keménykötésű, mind papírkötésű kiadásban. A Street Cat Named Bob: And How He Saved My Life 2013. július 30-án jelent meg az Egyesült Államokban, és a The New York Times bestsellerlistáján a 7. helyen szerepelt.
A londoni székhelyű Shooting Script Films és producere, Adam Rolston 2014 márciusában opciós jogot szerzett a filmre. 2015 augusztusában a Variety bejelentette, hogy Luke Treadaway lesz a film főszereplője, a rendező pedig Roger Spottiswoode, a forgatás októberben kezdődik Londonban. A forgatás során kiderült, hogy Bob a film jeleneteinek túlnyomó többségében saját magát játszotta. A filmet 2016 novemberében mutatták be az Egyesült Királyságban.

### The World According to Bob
A Bob szerint a világ folytatja Bowen és Bob utcai életének történetét, beleértve azt az időszakot is, amely az ügynökével, Mary Pachnosszal való találkozásukig vezet. A könyv 2013. július 4-én jelent meg, és a The Sunday Times bestsellerlistájának első helyén is szerepelt.

### Bob: No Ordinary Cat
A Bob: Nem mindennapi macska a Bob, az utcamacska című könyv kifejezetten gyermekek számára átírt változata. A könyv 2013-ban Valentin-napon jelent meg.

### Where in the World Is Bob?
A Hol a pokolban van Bob? egy képeskönyv, amelyben az olvasóknak fel kell fedezniük Bobot, Jamest és különféle más tárgyakat a világ különböző pontjain. A könyv Bob utazásait tükrözi egy blog, az Around the World in 80 Bobs, ahol a könyv rajongói fényképeket készítenek a híres macskáról a világ különböző helyszínein. 2013 októberében jelent meg.

### My Name Is Bob
A A nevem Bob egy kisgyermekeknek szóló képeskönyv, amelyet Bowen Garry Jenkinsszel közösen írt és Gerald Kelley illusztrált, és amelyet a Random House adott ki az Egyesült Királyságban 2014 áprilisában. A könyv Bob életét mutatja be, mielőtt találkozott volna Bowennel.

### For the Love of Bob
A For the Love of Bob a The World According to Bob gyerekeknek szóló változata és a Bob: No Ordinary Cat folytatása. Megjelent 2014. július 3-án.

### A Gift from Bob
Az „Ajándék Bobtól” egy rövid történet Bowen és Bob utolsó közös karácsonyáról az utcán. A Hodder & Stoughton kiadó szerint a könyvből kiderül, „hogyan segített Bob Jamesnek átvészelni az egyik legnehezebb időszakot – erőt, barátságot és inspirációt adott neki, de közben fontos leckéket is tanított neki a karácsony igazi jelentéséről”. A könyv 2014. október 9-én jelent meg, és a Sunday Times bestsellerlistáján a 8. helyig jutott.
2019 októberében bejelentették, hogy a könyv filmadaptációja, amelyet Charles Martin Smith rendezett és Garry Jenkins írt, 2019 végén kerül a gyártásba, és 2020-ban kerülhet a mozikba. Az A Christmas Gift from Bob című film 2020. november 6-án jelent meg, amelyben Luke Treadaway és Bob is visszatér a szerepébe.

### Bob to the Rescue
A Bob a megmentő a második gyermekképeskönyv, amelyet ismét Garry Jenkinsszel közösen írt, és Gerald Kelley illusztrált. A Random House kiadónál jelent meg 2014 szeptemberében.

### The Little Book of Bob
A The Little Book of Bob: Life Lessons from a Street-Wise Cat összegyűjti a bölcsességeket, amelyeket Bowen összegyűjtött azok alatt az évek alatt, amíg megosztotta életét „utcai macskájával”. A kötet 2018. november 1-jén jelent meg a Hodder & Stoughton kiadónál.

#### Magyarul megjelent
- Bob, az utcamacska. Hogyan talált rá a remény egy férfira és macskájára a nagyváros utcáin (A Street Cat Named Bob) – GABO, Budapest, 2013 · ISBN 9789636896164 · Fordította: Gázsity Mila
- Bob, az utcamacska; ford. Majsa Krisztina; in: Fekete doboz; Tarsago, Budapest, 2014 (Reader's Digest válogatott könyvek)
- Bob szerint a világ. Egy férfi és a mindenben jártas macskája további kalandjai (The World According to Bob) – GABO, Budapest, 2019 · ISBN 9789634067986 · Fordította: Bak Anita · Illusztrálta: Dan Williams

## Zene
A könyvei mellett Bowen zenét is kiadott a történetéről és a Bobbal való kapcsolatáról. Az And Then Came Bob és a Time To Move On című jótékonysági kislemezeket a Macaferri Music adta ki 2018-ban. Mindkét számot a Broadway Stúdióban keverték és a londoni Abbey Road Stúdióban maszterelték.
Az And Then Came Bob című számot a Roger Ferris, Glo Macari és Dominic Ferris alkotta dalszerzőtrió, a Time To Move On című számot pedig Bowen és zenésztársa, Henry Facey komponálta.
Ferris is közreműködött és producerkedett mindkét számban, és látható a szám előállítása és keverése közben, miközben Bob játszik az audiopulton.
Mindkét kislemez egy belépőjegyes élő eseményen jelent meg 2018 novemberében a Covent Garden-i Phoenix Gardensben, ahol Bowent Dominic Ferris és Henry Facey kísérte.
Az And Then Came Bob bevételét a Big Issue Alapítványnak ajánlották fel, amely az Egyesült Királyság hajléktalanjait támogatja. Bowen és csapata arra tett kísérletet, hogy az And Then Came Bob 2018-ban az Egyesült Királyság karácsonyi listájának első helyére kerüljön.

## Díjak
Az A Street Cat Named Bob című könyvet 2012 novemberében jelölték a brit National Book Awards díjra a népszerű non-fiction kategóriában. 2014 márciusában az A Street Cat Named Bob a 7. helyen szerepelt a leginspirálóbb tinédzserkönyvek listáján a Könyv világnapja alkalmából rendezett szavazás keretében.

## Fordítás
- Ez a szócikk részben vagy egészben  a   James Bowen (author) című angol Wikipédia-szócikk fordításán alapul.  Az eredeti cikk szerkesztőit annak laptörténete sorolja fel. Ez a jelzés csupán a megfogalmazás eredetét és a szerzői jogokat jelzi, nem szolgál a cikkben szereplő információk forrásmegjelöléseként.